# Viktor Bless von Sambuchi
Viktor Bless von Sambuchi (německy Victor Bless Ritter von Sambuchi) (12. května 1847 Terst – 17. dubna 1912 Nice) byl rakousko-uherský admirál. U c. k. námořnictva sloužil od roku 1864 a zúčastnil se několika válek. V letech 1900–1901 vedl rakousko-uherské loďstvo během boxerského povstání v Číně. V roce 1903 byl povýšen do hodnosti kontradmirála a o dva roky později byl penzionován. Mimo aktivní službu později dosáhl hodnosti viceadmirála (1909). 

## Biografie

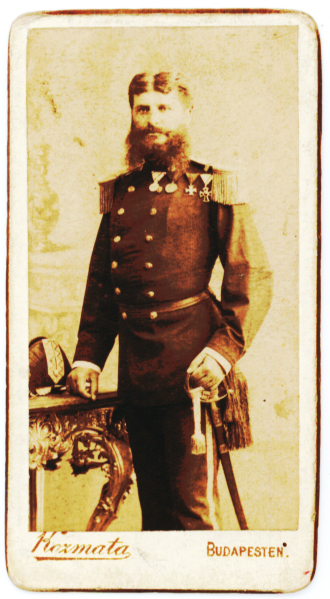
Kapitán Viktor Bless von Sambuchi (1894)

Byl synem c. k. majora Emericha Blesse (1817–1891) povýšeného v roce 1875 do šlechtického stavu. Viktor po reálce v rodném Terstu studoval na C. k. námořní akademii v Rijece a jako kadet na výcvikové lodi SMS Venus se stal v roce 1864 příslušníkem c. k. námořnictva. Službu začínal u oblastních námořních velitelství v Benátkách a Terstu, během války s Itálií se v roce 1866 zúčastnil bitvy u Visu. Kromě služby na různých lodích absolvoval další vzdělání u Hydrografického úřadu v Pule. V roce 1870 získal hodnost praporčíka a sloužil nadále v Terstu nebo u jednotek námořní pěchoty v Pule, kde byl mimo jiné pobočníkem admirála Bourguignona. V roce 1879 byl povýšen na poručíka II. třídy a stal se velitelem roty námořní pěchoty, působil také u arzenálu v Pule. Jako poručík I. třídy (1884) se stal prvním důstojníkem na císařské jachtě SMS Greif (1885) a poté byl velitelem říční dopravy v Budapešti (1886–1889). Jako první důstojník na korvetě SMS Fasana pod velením kapitána Berghofera absolvoval cestu kolem světa (1889–1890). Expedice obeplula západní a východní pobřeží jižní Ameriky s dalšími zastávkami na ostrovech v Tichomoří a na Jávě. 

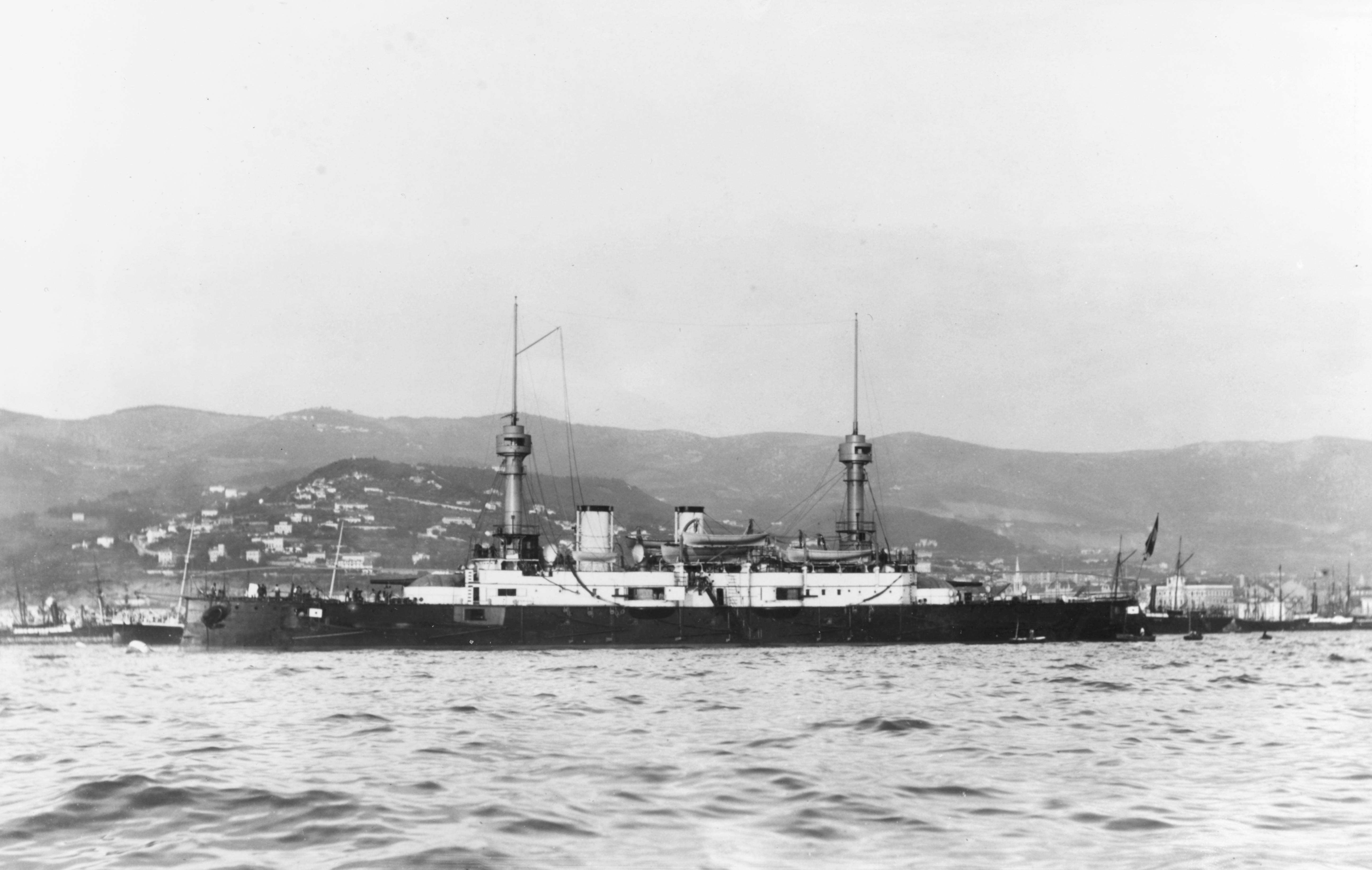
Pancéřový křižník SMS Kaiserin und Königin Maria Theresia, vlajková loď Viktora Blesse během boxerského povstání v Číně (1900–1901)

V roce 1891 byl povýšen na korvetního kapitána s přidělením k Námořnímu technickému výboru, poté sloužil u pevnosti v Pule a v letech 1892–1894 byl technickým referentem u oblastního námořního velitelství v Terstu. Mezitím byl k datu 1. listopadu 1894 povýšen na fregatního kapitána a jako velitel torpédového křižníku SMS Sebenico se během řecko-turecké války v roce 1897 zúčastnil mezinárodní blokády Kréty. Poté byl velitelem výcvikové lodi SMS Schwarzenberg a znovu sloužil také u říční dopravy na Dunaji. Na korvetě SMS Donau absolvoval v roce 1899 několikaměsíční cvičnou plavbu s kadety C. k. námořní akademie. Dne 1. května 1899 získal hodnost kapitána řadové lodi a v letech 1899–1900 byl velitelem bitevní lodi SMS Wien.
Jako velitel pancéřového křižníku SMS Kaiserin und Königin Maria Theresia se v roce 1900 zúčastnil mezinárodní intervence v Číně, kde během boxerského povstání docházelo k vraždám zahraničních diplomatů a křesťanů. Na své vlajkové lodi s posádkou 502 mužů se vydal na cestu z Puly koncem června 1900 a k břehům Číny dorazil začátkem srpna. Blessovi byly následně podřízeny všechny rakousko-uherské vojenské jednotky z celkem tří bitevních lodí, které se podílely na výsadku v Pekingu a nekompromisní ochraně zájmů evropských mocností. U břehů Číny setrval do dubna 1901 a zpáteční cestu do Evropy absolvoval v květnu 1901 na lodi SMS Donau. Po návratu byl přidělen k oblastnímu námořnímu velitelství v Terstu (1901–1903). K datu 1. května 1903 byl povýšen do hodnosti kontradmirála a nakonec zastával funkci prezidenta Námořní technické kontrolní komise v Pule (1903–1905). K datu 1. května 1905 byl penzionován, ale mimo aktivní službu byl později ještě povýšen do hodnosti viceadmirála (22. listopadu 1909). Po odchodu do výslužby žil střídavě ve Vídni, Budapešti a Terstu, kde se uplatňoval ve veřejném životě jako předseda Spolku válečných veteránů.
Zemřel v Nice 17. dubna 1912 ve věku 64 let.

## Tituly a ocenění
Od nobilitace svého otce v roce 1875 užíval šlechtický titul rytíř s predikátem von Sambuchi. Během služby u námořnictva se stal nositelem vysokých vyznamenání v Rakousku-Uhersku i v zahraničí.

### Rakousko-Uhersko
- Válečná medaile (1873)
- Služební odznak pro důstojníky III. třídy (1889)
- Vojenský záslužný kříž (1898)
- Jubilejní pamětní medaile (1898)
- Řád železné koruny III. třídy s válečnou dekorací (1901)
- Služební odznak pro důstojníky II. třídy (1904)
- Vojenský jubilejní kříž (1908)

### Zahraničí
- Řád knížete Danila I. IV. třídy (1881, Černá Hora)
- Řád posvátného pokladu III. třídy (1895, Japonsko)
- Řád Osmanie III. třídy (1899, Osmanská říše)
- Řád vycházejícího slunce III. třídy (1904, Japonsko)
- Řád sv. Stanislava II. třídy (1907, Rusko)